# Semič

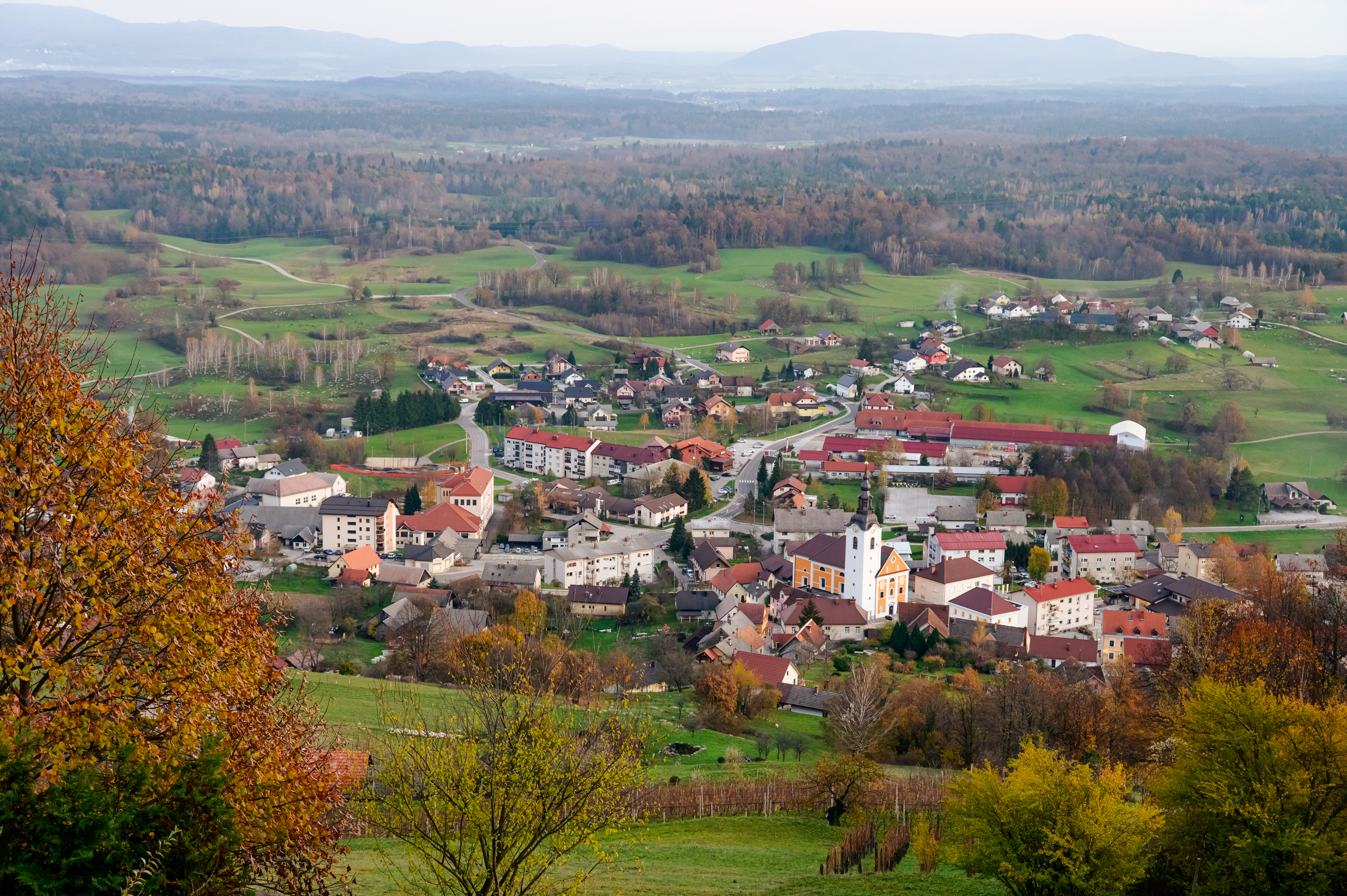
Semič, Hauptort der Gemeinde Semič, 2022

Semič (dt.: Semitsch) ist ein Ort in der historischen Landschaft Bela krajina (Weißkrain) in Slowenien. Er ist Hauptort der Gemeinde Semič.

## Geschichte
Anfang des 13. Jahrhunderts wurde die Ortschaft erstmals urkundlich erwähnt. Den Namen erhielt die Ortschaft im Mittelalter von der Familie Semeniči.

## Sehenswürdigkeiten im Ort Semič

### Stephanskirche
Die im Ortszentrum gelegene Kirche Sv. Štefan (Sankt Stefan) wurde 1228 erstmals erwähnt. Sie ist eine der ältesten und größten Kirchen in der Bela krajina. Ab 1268 war sie im Besitz des Deutschen Ordens.

### Stadtmuseum
In dem Ort existiert ein Stadtmuseum als Dependance des Bela-kraijna-Museums in Metlika. Es gibt drei Dauerausstellungen: 20 Bilder stellen das Leben im Ort und der Umgebung durch die Zeit dar, eine Sammlung zum Weinanbau, sowie das neue Zentrum der Natur der Bela Krajina, das die Vielfalt der Flora und Fauna zeigt.

### Kulturfest „Semiška ohcet“ (Semischer Hochzeit)
In Slowenien weithin bekannt ist das Fest Semiška ohcet (Semičer Hochzeit). Im August wird eine traditionelle Hochzeit in weißkrainer Tracht gefeiert.